# Henk Ovink
Henk Ovink (Doetinchem, 8 november 1967) is een voormalig Nederlandse speciale gezant bij de Verenigde Naties en overstromingsdeskundige. Hij is kernlid van de Sociaal Creatieve Raad.

## Biografie
Ovink werd in 2015 aangesteld als eerste watergezant van Nederland en vervulde deze functie tot oktober 2023.
Hij maakte deel uit van de Amerikaanse president Obama’s ‘Hurricane Sandy Rebuilding Taskforce', die in 2015 na orkaan Sandy de zwaar getroffen Amerikaanse oostkust moest wapenen tegen klimaatverandering, zeespiegelstijging en extreme stormen. Hij bracht daar Nederlandse kennis en polderdenken in. Op basis van zijn ervaringen ontwikkelde Ovink een nieuwe aanpak van klimaatadaptatie. Deze aanpak beschrijft hij in zijn boek: Too Big. Rebuild by Design: A Transformative Approach to Climate Change.
In 2012 was Ovink samen met George Brugmans en Joachim Declerck een van de curatoren van de vijfde editie van de Internationale Architectuur Biennale Rotterdam: MAKING CITY. Dit trio legde ook de basis voor het door Ovink getrokken project Water as Leverage.
- Gemeinsame Normdatei: 140426507
- International Standard Name Identifier: 0000 0000 7753 2436
- Library of Congress Control Number: no2010037078
- Nationale Bibliotheek van Israël: 987009116574005171
- Nederlandse Thesaurus van Auteursnamen: 322687802
- RKD-Nederlands Instituut voor Kunstgeschiedenis: 61339
- Système universitaire de documentation: 151692602
- Virtual International Authority File: 271283259
- WorldCat: E39PBJdGPjrDVmCDjD3drW6Yfq